# Daisy López
Daisy Nicia López Pargas (Ciudad Quezón) es una escritora y profesora filipina, catedrática de la Universidad de Filipinas, profesora de español e italiano, y miembro de número y actual directora de la Academia Filipina de la Lengua Española.

## Biografía
Estudió Filología Hispánica en la Universidad de Filipinas. Posteriormente residió en Madrid durante varios años, realizando un Máster en Filología Española en el Instituto de Cultura Hispánica. Más tarde enriqueció su educación estudiando literatura italiana en la Universidad de Stranieri, en Perugia (Italia).
Actualmente reside en Manila y trabaja como profesora de la Universidad de Filipinas, además de colaborar escribiendo artículos para varios periódicos y realizando tareas de traducción entre el español, el italiano, el tagalo y el inglés, entre otros idiomas que domina.
En 2009 publicó, en la Colección Oriente, su primer poemario en castellano En la línea del horizonte. Guarda varios inéditos en español y otras lenguas y está a punto de publicar el poemario Momentos e instantes además de textos poéticos en chabacano ermitaño, la lengua de su madre. 
Daisy López ha participado, ganándolos o clasificándose entre los primeros concursantes, en varios concursos internacionales de poesía iberoamericana. Sus contribuciones poéticas se pueden leer en antologías internacionales: “Saudade… Breve itinerario” fue premiado en el Primer Certamen Internacional Toledano y apareció en Casco Histórico (Ed. Toni Gil. Toledo, Editorial Celya, 2013. p. 128); “Un cuento… y nada más” junto con “Canto al mar y al sueño” fueron presentados a la Convocatoria Internacional de Poesía Libróptica y se publicaron en Latidos de la vida: Antología de poesías (Ed. Karina Kresisch, Buenos Aires, Libróptica Publications, 2013. p. 139 y pp. 140-141); finalmente “Antes era una rosa” se publicó en Somos la voz, antología digital a cargo de la “Convocatoria Internacional Grito de Mujer de Poesía Femenina” (República Dominicana, 2020, pp. 108-109).
Es promotora, junto con Andrea Gallo, del Premio Rafael Palma, fundado en 2019 por la Universidad de Filipinas y la Revista Filipina, premio literario para estudiantes filipinos.

## Obras (selección)
- Algunos poemas publicados en Linguae et Litterae. Revista del Departamento de Lenguas Europeas de la Universidad de Filipinas

- 2009. En la línea del horizonte (poemario). Prólogo de Irma Lanzas. Sevilla, Editorial Arcibel; 2° ed. Barcelona, Editorial Hispano Arabe, 2016, Colección Oriente.[4][5][6] Sevilla, España
- 2012. Dos poemas: "Ondoy en tres actos" y "Poder de artista y amante" en Perro Berde.
- 2013. 'Saudade... breve itinerario' en Casco Historico Ed. Toni Gil. Toledo, Editorial Celya, 2013. p. 128.
- 2013. “Un cuento… y nada más” y “Canto al mar y al sueño” en Latidos de la vida: Antología de poesías, Ed. Karina Kresisch, Buenos Aires, Libróptica Publications, 2013. p. 139 y pp. 140-141);
- 2020. “Antes era una rosa” se publicó en Somos la voz, República Dominicana, 2020, pp. 108-109.
- 2020 “La lengua no necesita pasaporte ni visado” en "Revista Filipina", Verano 2020, vol. 7, n. 1, pp. 22-28 (http://revista.carayanpress.com/page16/page214/page163/DLPEnsayo.html)
- 2022. Hermoso palabra (poemario en chabacano ermitaňo y castellano).
- 2023. Momentos e instantes (poemario).

## Reconocimientos
Premio José Rizal de las Letras Filipinas
Premio Antonio Abad